# Parepione grata
Parepione grata är en fjärilsart som beskrevs av Butler 1879. Parepione grata ingår i släktet Parepione och familjen mätare. Inga underarter finns listade i Catalogue of Life.